# 山口県道152号伊保庄平生線
山口県道152号伊保庄平生線（やまぐちけんどう152ごう いほのしょうひらおせん）は、山口県柳井市から熊毛郡平生町に至る一般県道である。

## 概要
柳井市伊保庄から熊毛郡平生町大字平生村に至る。

### 路線データ
- 起点：柳井市伊保庄（山口県道72号柳井上関線交点）
- 終点：熊毛郡平生町大字平生村（平生交差点、国道188号交点）
- 通行不能区間：柳井市伊保庄 - 熊毛郡平生町大字大野北

## 歴史
- 1958年（昭和33年）10月1日 - 山口県告示第644号の2により認定される。
- 1972年（昭和47年） - 山口県の県道番号再編により現行の路線番号に変更される。
- 2022年（令和4年）3月30日 - 山口県告示第94号[1]により区域の一部が変更される。山口県道72号柳井上関線の伊保庄バイパスの建設によるものである。

## 路線状況
起点 - 伊保庄側車道末端間は道が狭く、さらに6:00 - 21:00は下り方向に走れない規制がかけられている。

### 重複区間
- 山口県道72号柳井上関線伊保庄バイパス（柳井市伊保庄）

## 地理

### 通過する自治体
- 山口県
  - 柳井市 - 熊毛郡平生町

### 交差する道路
| 交差する道路                                         | 市町村名 | 市町村名 | 交差する場所 | 交差する場所      |
| ---------------------------------------------------- | -------- | -------- | ------------ | ----------------- |
| 山口県道72号柳井上関線                               | 柳井市   | 柳井市   | 伊保庄       | 起点              |
| 山口県道72号柳井上関線 / 伊保庄バイパス 重複区間起点 | 柳井市   | 柳井市   | 伊保庄       |                   |
| 山口県道72号柳井上関線 / 伊保庄バイパス 重複区間終点 | 柳井市   | 柳井市   | 伊保庄       |                   |
| 通行不能区間                                         |          |          |              |                   |
| 山口県道165号大野南長迫線                            | 熊毛郡   | 平生町   | 大字大野北   |                   |
| 国道188号                                            | 熊毛郡   | 平生町   | 大字平生村   | 平生交差点 / 終点 |

### 沿線
- 柳井市立柳井南小学校
- 平生町立平生小学校
- 平生町役場
- 柳井警察署 平生幹部交番